# La Montea
La Montea este o arie protejată (arie specială de conservare — SAC, sit de importanță comunitară — SCI) din Italia întinsă pe o suprafață de 203 ha, integral pe uscat.

## Localizare
Centrul sitului La Montea este situat la coordonatele 39°39′43″N 15°56′44″E / 39.661944°N 15.945556°E.

## Înființare
Situl La Montea a fost declarat sit de importanță comunitară în septembrie 1995 pentru a proteja 1 specie de plante și 4 specii de animale. Situl a fost protejat și ca arie specială de conservare în iunie 2017.

## Biodiversitate
Situată în ecoregiunea mediteraneană, aria protejată conține 5 habitate naturale: Păduri de fag din Apenini cu Abies alba și păduri de fag cu Abies nebrodensis, Pante stâncoase calcaroase cu vegetație casmofită, Păduri de pin oro-mediteraneene de altitudine, Grohotișuri termofile și vest-mediteraneene, Pajiști uscate seminaturale și facies de acoperire cu tufișuri pe substraturi calcaroase (Festuco-Brometalia) (* situri importante pentru orhidee).
La baza desemnării sitului se află mai multe specii protejate:
- plante (1): Stipa austroitalica
- păsări (1): acvilă de munte (Aquila chrysaetos)
- mamifere (1): lupul (Canis lupus)
- nevertebrate (2): Euplagia quadripunctaria, Rosalia alpina

Pe lângă speciile protejate, pe teritoriul sitului au mai fost identificate 3 specii de plante.